# 2010 في الصين
فيما يلي قوائم الأحداث التي وقعت خلال عام 2010 في الصين.

## أحداث
- 30 أبريل – إكسبو 2010

## أفلام
من الأفلام التي صدرت هذه السنة في الصين:
- 1 يناير – فتاة يهودية من شنغهاي
- 11 يونيو – فتى الكاراتيه من إخراج Harald Zwart [الإنجليزية]‏.[1]

## وفيات

### يوليو
- 29 يوليو – تشنغ جي (مواليد 1900)[2]